# Explosions (album de Three Days Grace)
Pour les articles homonymes, voir Explosions.
Albums de Three Days Grace
Outsider
(2018)
Singles
1. So Called Life
Sortie : 29 novembre 2021
2. Lifetime
Sortie : 11 avril 2022

Explosions est le septième album du groupe canadien Three Days Grace sorti le 6 mai 2022 via RCA Records. L'album a été produit par Howard Benson et par des membres du groupe,.

## Liste des pistes
| 1.    | So Called Life                          | 3:26 |
| 2.    | I Am the Weapon                         | 2:55 |
| 3.    | Neurotic (feat. Lukas Rossi)            | 3:18 |
| 4.    | Lifetime                                | 2:57 |
| 5.    | A Scar Is Born                          | 3:33 |
| 6.    | Souvenirs                               | 3:10 |
| 7.    | No Tomorrow                             | 2:52 |
| 8.    | Redemption                              | 3:10 |
| 9.    | Champion                                | 3:01 |
| 10.   | Chain of Abuse                          | 3:05 |
| 11.   | Someone to Talk To (feat. Apocalyptica) | 2:53 |
| 12.   | Explosions                              | 3:27 |
| 37:51 |                                         |      |